# Пјано (Пезаро и Урбино)
Пјано је насеље у Италији у округу Пезаро и Урбино, региону Марке.
Према процени из 2011. у насељу је живело 73 становника. Насеље се налази на надморској висини од 383 м.